# Cominform
Il Cominform (in russo Коминформ?, Kominform, abbreviazione di Коммунистическое информбюро, Kommunističeskoe informbjuro, letteralmente Ufficio d'informazione comunista, per esteso Ufficio d'informazione dei partiti comunisti e operai; in russo: Информационное бюро коммунистических и рабочих партий, Informacionnoe bjuro kommunističeskich i rabočich partij) è stata un'organizzazione internazionale che ha riunito i partiti comunisti di vari Paesi europei dal 1947 al 1956. Ebbe un ruolo chiave nel delineare la linea del movimento comunista nella fase nascente della guerra fredda e dal 1948 fu protagonista su posizioni filosovietiche dello scontro tra Unione Sovietica e Jugoslavia. Perse rilevanza nel corso degli anni cinquanta, in particolare dopo la morte di Iosif Stalin. Fu infine soppresso all'indomani della riappacificazione con la Jugoslavia e del netto cambiamento di linea sancito all'inizio del 1956 dal XX Congresso del Partito Comunista dell'Unione Sovietica (PCUS).

## Storia

### La riunione costitutiva
Tra il 1919 e il 1943 il movimento comunista internazionale era organizzato a livello mondiale nell'Internazionale Comunista, anche nota come Comintern e sciolta su iniziativa di Stalin nel pieno della seconda guerra mondiale al fine di lanciare un segnale di moderazione agli Alleati occidentali impegnati a fianco dell'URSS. L'esigenza di riunire i partiti comunisti tornò però all'ordine del giorno con l'avvio della guerra fredda e il consolidarsi dell'influenza degli Stati Uniti sui Paesi capitalisti europei.

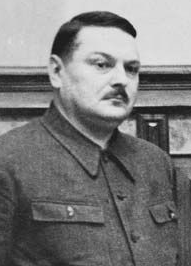
Andrej Aleksandrovič Ždanov (qui in un'immagine del 1939) fu il principale relatore all'assemblea fondativa del Cominform

Il Cominform fu fondato nel corso di una riunione tenuta dal 22 al 27 settembre 1947 a Szklarska Poręba in Polonia, cui presero parte i delegati di nove partiti comunisti: sovietico, jugoslavo, bulgaro, rumeno, ungherese, polacco, cecoslovacco, francese e italiano. A differenza del Comintern, il Cominform si caratterizzava come un organismo europeo che riuniva i partiti al potere nei Paesi dell'est, rispetto ai quali si configurava come organo di coordinamento che tracciasse la linea politica e ideologica da seguire, e i due principali partiti comunisti dell'Europa capitalista, utili a contrastare il Piano Marshall avviato nei Paesi occidentali e coloro che lo sostenevano, cioè i partiti socialdemocratici. Gli obiettivi di rinsaldare il controllo di Mosca sui partiti marxisti, consolidare il campo comunista dell'Europa orientale e indirizzare l'azione del Partito Comunista Francese e del Partito Comunista Italiano contro il Piano Marshall evidenziavano un'altra differenza tra Comintern e Cominform, configurando quest'ultimo come un'organizzazione con «una valenza fortemente difensiva».
Tra i principali partiti assenti vi fu quello greco, impegnato all'epoca in una guerra civile rispetto alla quale Stalin non intendeva evidenziare ingerenze, a salvaguardia dell'intesa con gli antichi alleati della seconda guerra mondiale. Analoga motivazione giustifica la non presenza, nemmeno come osservatore, di un partito non europeo, eppure di grande rilevanza nel movimento mondiale, come quello cinese. Del Cominform non fecero parte inoltre il Partito Socialista Unificato Tedesco, mostrando la volontà dell'Unione Sovietica di non associare la Germania a nessuna attività del comunismo mondiale, oltre che il Partito del Lavoro d'Albania, all'epoca sotto la tutela jugoslava e il cui destino non era ancora stato ben delineato.
Il rapporto di Andrej Aleksandrovič Ždanov tracciò la linea politica del Cominform, che assumeva un ruolo di carattere essenzialmente difensivo in risposta alla dottrina Truman, che aveva parlato di due modi di vita opposti. Ždanov a sua volta distinse il mondo in due campi, quello imperialista e antidemocratico a guida statunitense e quello anti-imperialista e democratico, che godeva dell'appoggio del movimento operaio di tutti i Paesi, dei partiti comunisti, delle forze di liberazione nelle colonie e di tutte le forze democratiche e progressiste del mondo. Ždanov fissò il compito principale del movimento comunista nella lotta per la pace e sottolineò l'importanza di battersi per l'indipendenza nazionale contro il piano statunitense di assoggettamento dell'Europa.
Di particolare rilevanza nel corso della riunione fondativa fu il dibattito sul regime politico da instaurare nei Paesi socialisti dell'Europa orientale, che vide prevalere la linea sovietica e jugoslava del sistema a partito unico rispetto alle posizioni, tenute soprattutto dai delegati polacchi e cecoslovacchi, aperte ai governi di coalizione di sinistra. Si aprì la strada alla nuova tattica detta dell'unità organica che portò nell'Europa orientale alla fusione tra i partiti comunisti e socialisti e in quella occidentale alla lotta dei comunisti contro i socialisti e socialdemocratici, giudicati «cani da guardia della borghesia».

### La rottura tra Unione Sovietica e Jugoslavia
La successiva assemblea plenaria dopo quella fondativa si tenne nel giugno 1948 a Bucarest e fu caratterizzata dall'attacco sferrato contro il partito comunista jugoslavo e dall'espulsione di questo dal Cominform. La risoluzione in questo senso approvata il 28 giugno ufficializzò la rottura fra URSS e Jugoslavia che si era consumata rimanendo inizialmente segreta nel febbraio 1948 in seguito a un incontro al Cremlino al quale Josip Broz Tito si era rifiutato di partecipare inviandovi i suoi più stretti collaboratori Kardelj e Djilas: in questa riunione Stalin aveva accusato gli jugoslavi di perseguire una politica indipendente e provocatoria sul confine greco e li aveva invitati ad una pronta federazione con la Bulgaria. Al rientro della delegazione Tito aveva rifiutato il piano di Stalin di federazione tra Jugoslavia e Bulgaria. Il progetto stravolgeva l'idea di una federazione balcanica pluralista a cui da anni lavoravano gli jugoslavi e in cui la Bulgaria avrebbe trovato posto soltanto come una un'altra tra le repubbliche che già componevano la federazione Jugoslava, mentre il progetto staliniano prevedeva una federazione tra la federazione jugoslava e la Bulgaria e in questo caso il partito comunista bulgaro, fedelissimo dell'URSS, sarebbe stato per Tito «un cavallo di Troia in seno al nostro proprio partito». Venivano così alla luce problemi politici, strategici e anche personali tra Tito e Stalin che perduravano dai tempi della seconda guerra mondiale. In quella fase il partito comunista jugoslavo aveva infatti scelto di legare la lotta di liberazione contro i nazisti alla rivoluzione per la conquista del potere in contrasto con le direttive sovietiche che miravano a non turbare gli equilibri in seno agli Alleati. La situazione si era poi deteriorata con il consolidarsi dell'autonomia di Belgrado dalla politica estera di Mosca (esemplificata dal supporto jugoslavo al partito comunista greco impegnato nella guerra civile) e con la crescente influenza del modello jugoslavo sugli altri comunisti dell'Europa centro-orientale.
L'espulsione del partito comunista jugoslavo fu motivata contestandone le deviazioni dal marxismo-leninismo e muovendogli accuse di antisovietismo e di nazionalismo mentre venne coniato il termine dispregiativo di titoismo. Tutti i partiti del Cominform in un'epoca di monolitismo del movimento comunista in un mondo diviso in due blocchi presero le parti dell'URSS e i dirigenti jugoslavi ritenuti eretici continuarono a essere bersaglio di duri attacchi, cui si unirono all'unisono anche gli altri partiti comunisti dei Paesi occidentali e il partito comunista cinese. Si accentuò invece una sorta di culto dell'URSS e di Stalin che segnò lo sviluppo degli altri Paesi socialisti in cui si ebbero nel periodo immediatamente successivo siluramenti e purghe ai danni di esponenti di alto livello.

### Apogeo e declino

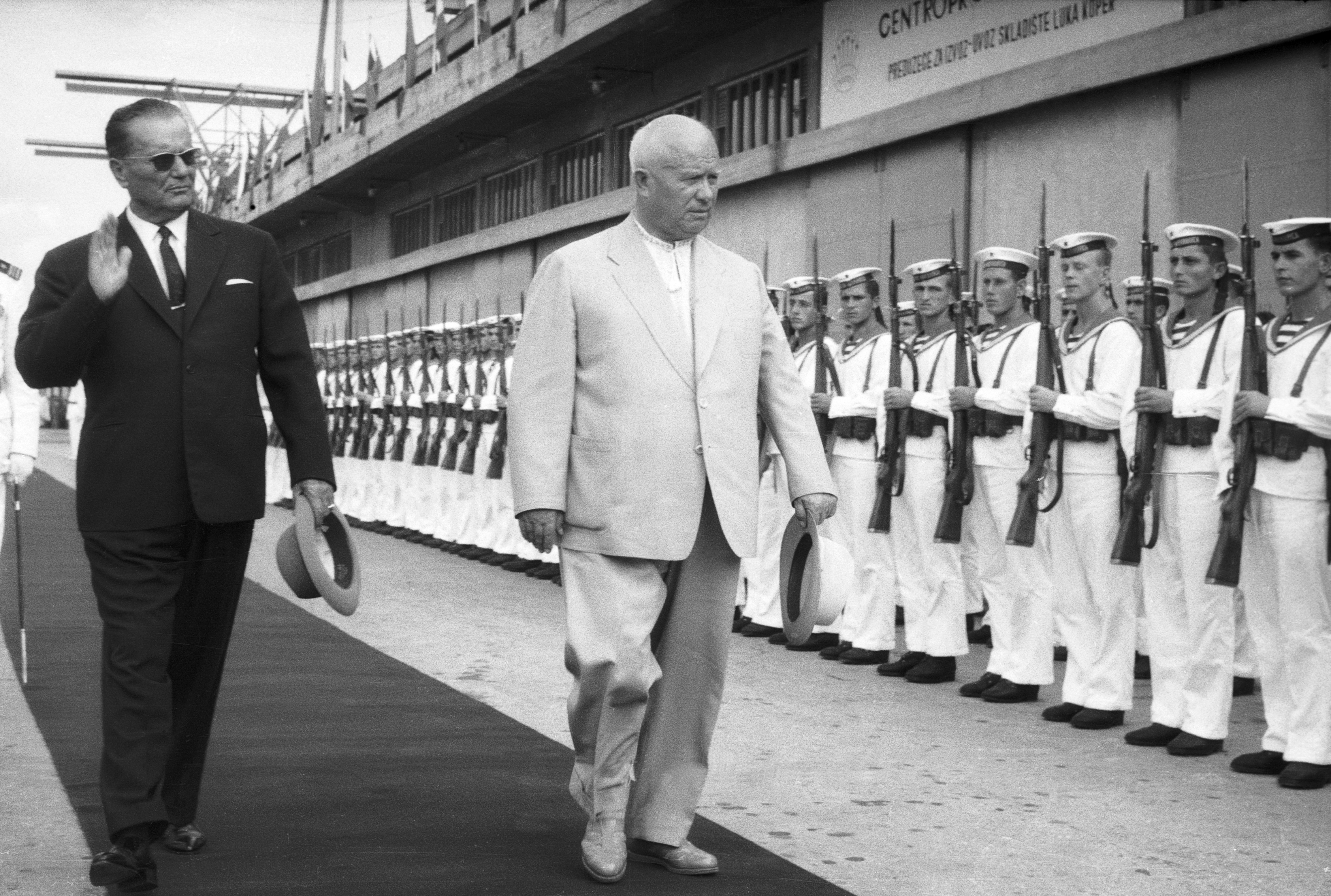
Josip Broz Tito e Nikita Sergeevič Chruščëv a Capodistria nel 1963 dopo il riavvicinamento tra Jugoslavia e Unione Sovietica avviato in seguito alla morte di Iosif Stalin

Il consolidamento del blocco socialista intorno all'URSS fu esplicitato ancora di più nella terza riunione plenaria del Cominform, svoltasi nel 1949 in Ungheria, che gettò le basi teoriche del movimento per la pace contro i fautori della guerra, i Paesi del campo imperialista guidato dagli Stati Uniti in cui venne inclusa anche la Jugoslavia. In questa fase di rapido avanzamento della guerra fredda il Cominform si rivolse all'intero movimento operaio mondiale e iniziò a porsi come una nuova Internazionale comunista.
Fu però già dall'anno successivo, in particolare con la presa del potere dei comunisti cinesi, che si indebolì il ruolo dell'Europa di baricentro della guerra fredda e del movimento comunista. La rilevanza del Cominform diminuì drasticamente e non servì una riunione segreta che si tenne a Bucarest per elaborare modalità di riorganizzazione dell'ufficio. In seguito non si ebbero ulteriori riunioni ufficiali del Cominform e il declino dell'organizzazione si accentuò in particolare dopo la morte di Stalin (marzo 1953).
Lo scioglimento formale si ebbe il 17 aprile 1956 all'indomani del XX Congresso del PCUS che aveva di fatto sconfessato la linea che aveva caratterizzato il periodo del Cominform. Il Congresso aveva infatti denunciato il culto della personalità, rilanciato la tattica del fronte popolare, accettato la forma parlamentare del passaggio al socialismo, aperto l'era della coesistenza pacifica, autorizzato la pluralità delle vie al socialismo e ratificato la riconciliazione con Tito già sancita nel maggio 1955 con la visita di Nikita Sergeevič Chruščëv a Belgrado.

## Struttura
Il Cominform non ebbe un'organizzazione formale, per cui non si costituirono strutture quali segreterie, comitati, commissioni o uffici. L'unico organo istituzionale effettivamente creato fu il giornale Pour une paix durable, pour une démocratie populaire! (nell'edizione in lingua italiana Per una pace stabile, per una democrazia popolare!), che ebbe periodicità quindicinale fino al settembre 1949 e poi settimanale e fu pubblicato dapprima in francese e in russo e poi anche in inglese, tedesco, romeno, polacco, italiano, ungherese, ceco, bulgaro, albanese e spagnolo. La sede della redazione del giornale e del Cominform fu inizialmente fissata a Belgrado, ma dopo l'espulsione della Jugoslavia nel 1948 fu trasferita a Bucarest, dove le fu riservato un intero quartiere residenziale.